# Trullo
Trullo (množina, trulli) je tradicionalna apulijska suhozidna hiša s stožčasto streho. Njihov slog gradnje je značilen za dolino Valle d'Itria, na območju Murge v italijanski deželi Apulija. Trulle so na splošno gradili kot začasna poljska zatočišča in skladišča ali kot stalna bivališča majhni lastniki ali kmetijski delavci. V mestu Alberobello v pokrajini Bari so v celih okrožjih goste koncentracije trullov. Zlata doba trullov je bilo 19. stoletje, predvsem njegova zadnja desetletja, ki jih je zaznamoval razvoj vinogradništva.

## Odcaseddadotrullo
Italijanski izraz trullo (iz grške besede τρούλος, kupola) se nanaša na hišo, katere notranji prostor je prekrit s suhim kamnitim obokom. Trullo je italijanizirana oblika narečnega izraza truddu, ki se uporablja na določenem območju Salentinskega polotoka (tj. Lizzaio, Maruggio in Avetrana, z drugimi besedami, zunaj Murgia dei Trulli), kjer je ime za lokalno kmetijsko suhozidno kočo. Trullo je nadomestil lokalni izraz casedda (italijansko casetta), ki so ga domačini v Murgiji uporabljali za to vrsto hiše.
Kamnosek, specializiran za gradnjo trullov, je trullisto ali trullaro v italijanščini. Ustrezni narečni izraz je caseddaro (caseddari v množini), torej graditelj casedde.

## Zgodovina
Za izvorom oblikovanja je veliko teorij. Ena izmed bolj priljubljenih teorij je, da so prebivalci Apulije zaradi visoke obdavčitve nepremičnin zgradili suhozidne konstrukcije, da bi jih lahko hitro razstavili, ko so bili na območju davčni inšpektorji.
V razpoložljivih zgodovinskih zapisih od sredine 14. stoletja do poznega 16. stoletja se območje Alberobella večinoma omenja kot selva ("gozd") in občasno kot zemljišče, iz katerega so bile pašne živali izključene. Manjkajo dokazi o obstoju bivališč na tem območju pred 17. stoletjem.
Načrt ozemlja Mottala, ki ga je leta 1704 narisal Donato Gallerano, razkriva obstoj jedra trullov sredi velikega gozda, ki sestavlja začetno naselje Arbore bello ("lepo drevo").
Na geografskem zemljevidu, ki ga je leta 1808 narisal Giovanni Antonio Rizzi Zannoni, je mogoče videti selva Alberobello in sredi nje jaso z naselbinskim vzorcem razpršenih hiš, ki je osupljivo podobna današnjemu urbanemu vzorcu.
Na fotografiji rione Monti iz leta 1897 (okrožje Mounts) so trulli veliko manj nabito napolnjeni kot danes, obkroženi z zaprtimi vrtovi.
Urbani trulli, ki še vedno obstajajo v Alberobellu, izvirajo iz 18., 19. in 20. stoletja. Potem ko so v prvih desetletjih 20. stoletja doživeli proces zgostitve, so v drugi polovici 20. stoletja začela trullska naselja zapuščati.
Podeželske trulle na cenejši zemlji so prenehali graditi, ko so v 20. stoletju začeli naraščati stroški dela. Sami stroški ravnanja s stotinami ton kamna, potrebnimi za eno samo hišo, so postali previsoki.

## Razširjenost
Slog gradnje je značilen za Valle d'Itria, na območju Murge v italijanski deželi Apulija. Trulle lahko najdemo v in izven Alberobella ter na območjih okoli Locorotondo, Fasano, Ostuni, Cisternino, Martina Franca in Ceglie Messapica.

## Geologija
Murgia je kraška planota. Zimske padavine odtekajo skozi tla v razpoke v plasteh apnenčastih kamnin in se skozi podzemne vodotoke stekajo v Jadran. Stalne površinske vode ni, voda za bivalne potrebe pa mora biti ujeta v porečjih in zbiralnikih. Površje tvori pokrajino valovitih hribov in grebenov, ki jih občasno prekrivajo doline in druge oblike zaprtih vdolbin, značilnih za kras.

## Arhitektura

### Združevanje
Trullo je v bistvu podeželski tip stavbe. S svojimi debelimi zidovi in nezmožnostjo oblikovanja večnadstropnih struktur je neučinkovita izraba talnega prostora in posledično neprimerna za naselje z visoko gostoto. Ker je zgrajen iz majhnih kamnov, ima fleksibilnost in prilagodljivost oblike, zaradi česar je dizajn najbolj koristen v tesnih urbanih situacijah.
Na podeželju so kupole trullo gradili posamezno ali v skupinah do pet, včasih pa v velikih skupinah kmetijskih dvorišč po ducat ali dva ducata, vendar nikoli za več kot eno podeželsko družino. 

### Materiali
Glede na območje je lahko uporabljen gradbeni material trdi apnenec ali apnenčasti lehnjak.

### Zidanje
Tradicionalno so bili trulli zgrajeni iz suhih kamnitih zidov, torej brez malte ali cementa. Ta slog gradnje je razširjen tudi na okoliškem podeželju, kjer je večina polj ločena s suhozidi.

### Stene
V Alberobellu so strukturne stene trulla položene neposredno na skalo, po potrebi po odstranitvi zgornje plasti zemlje. Njihova širina se giblje od 0,80 m do 2,70 m (mere  zabeležene v Trullo Sovrano). Njihova višina (od tal do začetka oboka) se giblje od 1,60 m do 2 m. Njihova zunanja obloga ima 3 do 5 % naklona.

### Podzemni zbiralnik
Kamni, potrebni za začetek gradnje trulla, so bili pridobljeni z izkopom zbiralnika (cisterne), ki je absolutna nuja na območju brez vode. Zbiralnik je bil prekrit z apneno maltnim banjastim obokom ali kupolo, ki je v mnogih primerih podpirala tla hiše.

### Strehe
Strehe so zgrajene v dveh slojih: notranja opna iz apnenčastih vousoirjev (klinastih kamnov), prekrita z sklepnim kamnom in zunanja opna iz apnenčastih plošč, ki so rahlo nagnjene navzven, kar zagotavlja vodotesnost konstrukcije. Strešne kamne je mogoče odnesti brez ogrožanja stabilnosti preostalega dela stavbe.

### Tlorisi
Trullo ima lahko okroglo ali kvadratno obliko. Krožni trullo je večinoma začasno zavetišče za živali in njihovo krmo ali pa za kmeta samega.
Trullo, ki je del skupine treh, štirih ali petih, sledi kvadratnemu tlorisu. Lahko služi kot kuhinja, spalnica, zavetišče za živali, shramba za hrano ali orodje, peč ali cisterna, odvisno od primera.
V Alberobellu skupine niso presegle dveh trullov, kar dokazujejo notarski zapisi iz 19. stoletja.

### Vrhovi
V Alberobellu je na vrhu stožca trulla običajno ročno obdelan vrh (pinnacolo) iz peščenjaka, ki je lahko eden od mnogih modelov: disk, krogla, stožec, skleda, polieder ali njihova kombinacija, ki naj bi bil podpis kamnoseka, ki je zgradil trullo.

### Pobeljeni simboli
Poleg tega ima stožec lahko narisan simbol (kot je prikazano na sliki trullov v Alberobellu.) Takšni simboli lahko vključujejo krščanske simbole, kot je preprost križ, križ na srcu, ki ga prebode puščica (ki predstavlja Santa Maria Addolorata ("Žalostna Gospa"), krog, razdeljen na štiri četrtine s črkami S, C, S, D (za Sanctus Christus in Sanctus Dominus po enem viru, vendar bolj verjetno začetnica Santo Cosma in Santo Damiano, dva svetnika, ki jima je posvečena tamkajšnja bazilika) in še kar nekaj drugih.
Simboli, ki so zdaj vidni na vrsti trullov na ulici Via Monte Pertica (križ, prebodeno srce, hostija z žarki, ki sevajo iz njega, drevo, golob, ki simbolizira Svetega Duha, in polmesec s križem), so bili naslikani šele v poznem 20. stoletju in zgodnjih 2000-ih, ko so bili obnovljeni strešni stožci.
Čudoviti simboli, ki krasijo trullom podobne stožce bungalovov v Hotelu dei Trulli v Alberobellu, so se prvič pojavili v poznih 1950-ih, ko je bilo zgrajeno hotelsko letovišče.

### Notranjosti
Velika večina trullov ima eno sobo pod vsako stožčasto streho, z dodatnimi bivalnimi prostori v obokanih nišah. Otroci so spali v nišah, narejenih v steni z obešenimi zavesami, ki so jih ločevale od osrednje sobe.
Večsobna trullo hiša ima veliko stožcev, od katerih vsak predstavlja ločen prostor.
Poleg zunanje stene je bila notranja soba trulla in notranjost oboka pogosto obdelana z apnenim ometom in pobeljena zaradi zaščite pred prepihom.
Trulli, ki se uporabljajo kot stanovanja, imajo odprt kamin skupaj z dimnikom (skrit v zidu) in kamnitim dimnikom (visoko nad streho). Zaradi svoje zasnove je trulle težko segreti: stene so zelo debele in topel zrak se dviga navzgor po notranjem stožcu. Alternativna rešitev za ogrevanje je bila uporaba osrednjega brasera, grelec  z žerjavico v njem (primerek je mogoče videti v Alberobellovem Museo del Territorio).
Debele kamnite stene in kupola trulla, ki se poleti prijetno ohladijo, se v zimskih mesecih nagibajo k neprijetnemu mrazu, kondenzirajo vlago, ki se oddaja pri kuhanju in dihanju, zaradi česar je težko doseči toploto tudi pred ognjem. Prebivalci čez dan preprosto puščajo vrata odprta, da ostane notranjost suha in živijo bolj na prostem kot notri.
V trulljh, ki so bili uporabljeni kot hlev, so še vedno vidna korita, iz katerih so se hranile živali.

### Okna
Zaradi zgoščenosti hiš imajo trulli le malo odprtin, razen vrat in majhne odprtine v strešnem stožcu za prezračevanje, zaradi česar so v kombinaciji z izjemno visoko toplotno vztrajnostjo pozimi toplejši in poleti hladnejši. Po drugi strani pa so lahko trulli v notranjosti precej temni.

### Fasade
Nekatere trullo hiše so imele obodne stene precej dvignjene, tako da so njihovi stožci skriti očem, zaradi česar so stavbe podobne navadnim hišam.
Številne stožčaste strehe imajo prirezan vrh z okroglo luknjo, ki jo pokriva premična krožna plošča. Dostop do luknje je po zunanjem stopnišču, vgrajenem v streho. Ti trulli so bili za shranjevanje žita, sena ali slame.
- Dva sosednja trulla (Alberobello)
- Trullo hiša z dvignjeno fasadno steno, ki skriva obe stožčasti strehi (Alberobello)
- Trullo Sovrano, zgrajen na dveh nivojih z notranjim stopniščem
- Izklesani kamniti vrhovi na prenovljenih trullo stožcih (Alberobello)
- Vhod v trullo (Alberobello)

## Trulli kot turistična znamenitost
Danes so ohranjeni trulli priljubljeni pri britanskih in nemških turistih in jih pogosto kupujejo in obnavljajo za splošno uporabo. Vsakdo, ki želi obnoviti trullo, pa mora upoštevati številne predpise, saj so zaščiteni po zakonu o svetovni dediščini Organizacije Združenih narodov za izobraževanje, znanost in kulturo (UNESCO).
Od začetka 21. stoletja je bilo veliko število trullo hiš obnovljenih in preurejenih v druge hiše ali koče za samostojno pripravo hrane. Leta 1999 bi obnova strehe trullo stala približno tri milijone lir (približno 1500 evrov), leta 2009 pa so se stroški povzpeli na 15.000 evrov.[22]
V poznem 20. stoletju je bilo okrožje Monti v Alberobellu večinoma zapuščeno območje, ko je lokalni obrtnik Guido Antionetta začel odkupovati nekaj deset zapuščenih trullov, vanje namestil moderne čajne kuhinje z namenom, da bi jih dal v najem kot mini apartmaje za noč za manj kot stanejo sobe v lokalnih hotelih. Na streho vsakega trulla je celo naslikal simbole sreče.[23]
V regiji Apulija so nekateri trulli še vedno naseljeni, večina jih je bila izdelana skladno s higienskimi normami; tiste, ki so bližje mestom, so pogosto preuredili v sobe za sosednji dom ali vile, zgrajene s sodobno tehniko. Ta trend se je upočasnil, ker večina teh sprememb velja za nezakonite zaradi škode na zgodovinski strukturi.